# Jernbanelinjer i Danmark
I Danmark er der i alt ca. 2.100 kilometer jernbane. Danske Statsbaner er den største personbefordringsselskab.
På grund af landets opdeling i øer havde hver større ø oprindeligt sit eget jernbanenet. Med opførelsen af broer og / eller tunneler mellem øerne blev der skabt et mere sammenhængende netværk.

## Liste over jernbanelinjer i Danmark

### Eksisterende
- København-Roskilde (Vestbanen) 27. juni 1847
- Roskilde-Korsør (Vestbanen) 27. april 1856
- Aarhus-Randers 2. september 1862
- Langå-Viborg 21. juli 1863
- København (Nordbanegaarden)–Nørrebro–Hellerup–Klampenborg (Klampenborgbanen) 22. juli 1863
- Hellerup-Lyngby (Nordbanen) 1. oktober 1863
- Lyngby-Hillerød-Helsingør (Nordbanen) 9. juni 1864
- (Flensburg Weiche/Skovkro)-Padborg-Vojens 1. oktober 1864
- Stubberup-Faxe Ladeplads, kalkværksbane fra 1864, offentlig bane fra 11. september 1868
- Nyborg-Middelfart (Den fynske hovedbane) 8. september 1865
- Viborg-Skive 17. oktober 1864
- Skive-Struer 17. november 1865
- Struer-Holstebro 1. november 1866
- Fredericia-Vamdrup-Farris 1. november 1866
- Vojens-Farris 1. november 1866
- Fredericia-Aarhus 4. oktober 1868
- Randers-Aalborg 19. september 1869
- Roskilde-Masnedsund 4. oktober 1870
- Skanderborg-Silkeborg 2. maj 1871
- Nørresundby-Frederikshavn 16. august 1871
- Orehoved-Nykøbing Falster (Lollandsbanen) 22. august 1872
- Guldborgsund-Maribo-Nakskov (Lollandsbanen) 1. juli 1874
- Lunderskov-Esbjerg-Varde 3. oktober 1874
- Roskilde-Kalundborg (Nordvestbanen) 30. december 1874
- Holstebro-Ringkøbing 31. marts 1875
- Bramming-Ribe 1. maj 1875
- Ringkøbing-Varde 8. august 1875
- Nykøbing Falster-Nagelsti via den gamle jernbanebro over Guldborgsund 1. oktober 1875
- Odense-Svendborg (Svendborgbanen) 12. juli 1876
- Ryomgård-Grenaa 26. august 1876
- Silkeborg-Herning 28. august 1877
- Aarhus-Ryomgård 1. december 1877
- Aalborg-Nørresundby via Jernbanebroen over Limfjorden 8. januar 1879
- Frederiksberg-Frederikssund (Frederikssundbanen) 15. juni 1879
- Køge-Stubberup (Faxe) 1. juli 1879
- Hårlev-Store Heddinge-Rødvig 1. juli 1879
- Vemb-Lemvig 20. juli 1879
- Hillerød-Græsted 20. januar 1880
- Herning-Skjern 1. oktober 1881
- Struer-Oddesund Syd 20. april 1882
- Oddesund Nord-Thisted 20. april 1882
- Masnedsund-Masnedø (Storstrømmen) via den gamle Masnedsundbro 15. januar 1884
- Aarhus-Odder 19. juni 1884
- Hviding (Vedsted)-Tønder-(Heide) 15. november 1887
- Ribe-Vedsted (Hviding) 15. november 1887
- Frederikshavn-Skagen (Skagensbanen) 25. juli 1890
- Helsingør-Helsingborg (jernbanefærgerute) 10. marts 1892
- Vejle-Give 2. august 1894
- Græsted-Gilleleje 14. maj 1896
- Skævinge-Frederiksværk 31. maj 1897
- Kagerup-Helsinge 16. juni 1897
- København (Østbanegaarden)–Hellerup 2. august 1897
- Klampenborg–Snekkersten (Kystbanen) 2. august 1897
- Slagelse-Høng 1. maj 1898
- Holbæk-Nykøbing Sjælland 18. maj 1899
- Lemvig-Harboør 22. juli 1899
- Harboør-Thyborøn 1. november 1899
- Fæstningskanalen (Lyngby)-Nærum (ny station) (Nærumbanen) 25. august 1900
- Tinglev-Sønderborg (Sønderborgbanen) 15. juli 1901
- Høng-Tølløse 22. december 1901
- Varde-Nørre Nebel 15. marts 1903
- Holstebro-Herning 12. oktober 1904
- Helsingør-Hornbæk 22. maj 1906
- Valby-Vanløse (Vestbanen) 1. december 1911
- Give-Herning 1. januar 1914
- København L (Lygten)-Farum 20. april 1906
- Hornbæk-Gilleleje 11. juli 1916
- Frederiksværk-Hundested (Frederiksværkbanen) 22. december 1916
- København H-Østerport (Boulevardbanen) 1. december 1917
- Ringsted-Næstved (Sjællandske Midtbane) 1. juni 1924
- Helsinge-Tisvildeleje (Gribskovbanen) 18. juli 1924
- Hjørring-Hirtshals (Hirtshalsbanen) 19. december 1925
- Middelfart-Fredericia via den gamle Lillebæltsbro 14. maj 1935
- Jægersborg Station-Fæstningskanalen (Lyngby) (Nærumbanen) 15. maj 1936
- Masnedø-Orehoved via Storstrømsbroen 26. september 1937
- Oddesund Syd-Oddesund Nord via Oddesundbroen 15. maj 1938
- Hillerød-Gørløse-Skævinge 14. maj 1950
- Nykøbing Falster-Rødby Færge (Sydbanen) 14. maj 1963
- København-Vallensbæk (Køge Bugt-banen) 1. oktober 1972
- Vallensbæk-Hundige (Køge Bugt-banen) 26. september 1976
- Hundige-Solrød Strand (Køge Bugt-banen) 30. september 1979
- Solrød Strand-Køge (Køge Bugt-banen) 25. september 1983
- Korsør-Nyborg via Storebæltsforbindelsen 1. juni 1997
- Snoghøj-Taulov 1993
- København-Københavns Lufthavn Kastrup (Øresundsbanen) 28. september 1998
- Københavns Lufthavn Kastrup-Rigsgrænsen-(Malmø)/Øresundsbroen (Øresundsbanen) 1. juli 2000

- Vigerslev-Køge Nord-Ringsted 31. maj 2019